# Cerkiew św. Eliasza w Kijowie

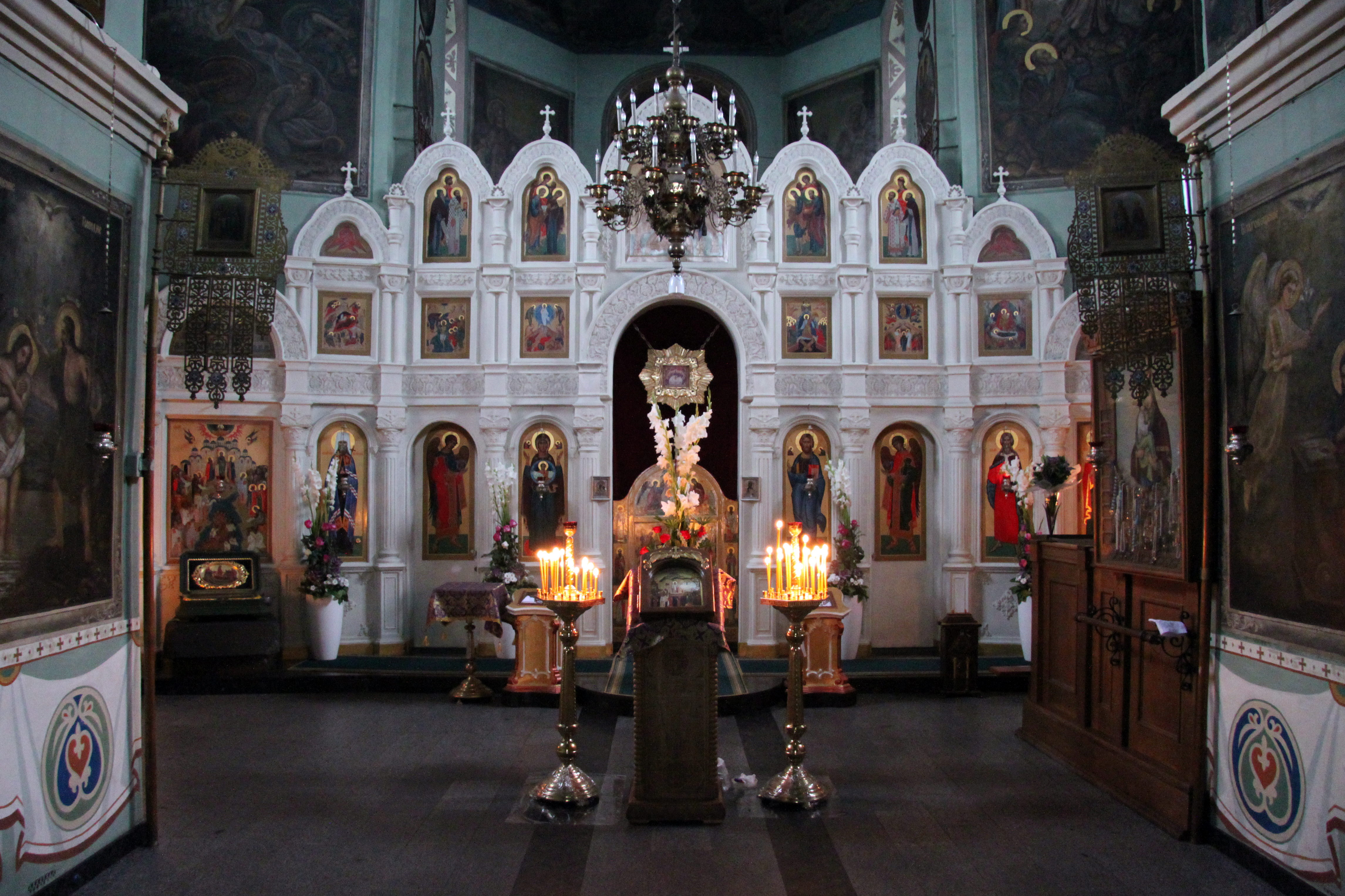
Wnętrze (2013)

Cerkiew św. Eliasza – cerkiew prawosławna w Kijowie przy ulicy Poczajnynśkiej, wzniesiona w 1692. 

## Historia
Według informacji z kronik na miejscu dzisiejszej cerkwi św. Eliasza mieściła się pierwsza cerkiew prawosławna na terenie współczesnego Kijowa, nosząca to samo wezwanie, co zachowany do naszych czasów budynek. W 945 właśnie w niej grupa rycerzy kniazia Igora miała przysiąc na krzyż, że dotrzyma postanowień układu pokojowego z bizantyjskim cesarzem Romanem I Lekapenem. Istnieją również przekazy, według których w pobliżu cerkwi miał miejsce uroczysty chrzest Rusi Kijowskiej. Drewniana cerkiew istniała do 1692, kiedy na jej miejscu powstała murowana świątynia z pojedynczą kopułą, wzniesiona na koszt mieszczanina Petra Hudymy. 
W XVIII wieku obok cerkwi stanęła dzwonnica, w 1775 również barokowe ogrodzenie z ozdobną bramą. Fundatorami kolejnych komponentów kompleksu cerkiewnego byli przedstawiciele rodziny Hudymów, setnicy kozaccy. W 1770 w cerkwi miało odbyć się, odprawione zgodnie z propozycją tatarskiego jeńca pojmanego przez Kozaków, nabożeństwo ku czci Mahometa, które miało uchronić miasto od zarazy. W XIX wieku dokonano kolejnych zmian w wyglądzie zewnętrznym obiektu, wprowadzając klasycystyczny przedsionek. We wnętrzu natomiast pojawiły się nowe freski, zachowane do dziś fragmentarycznie. Wyposażenie wnętrza, w tym ikonostas, jest w większości wykonane po 1990. Cerkiew należy do Ukraińskiego Kościoła Prawosławnego Patriarchatu Moskiewskiego. 